# 杨统 (东汉)
杨统（?—?），广汉郡新都县（今四川省成都市新都区）人，东汉学者，善于谶纬。
杨统父杨春卿，善图谶学，为公孙述将。汉兵平蜀，杨春卿自杀。杨统开始跟随犍为郡周循学习图谶学，又跟随同郡郑伯山学习《河洛书》及天文推步之术。汉章帝时，杨统为彭城令，位至光禄大夫，为国三老。国家每有灾异，朝廷往往咨访杨统，请他以图谶学解释。杨统作《家法章句》及《内谶》二卷角说，其子楊厚。